# Liriomyza pectinimentula
Liriomyza pectinimentula är en tvåvingeart som beskrevs av Mitsuhiro Sasakawa 2005. Liriomyza pectinimentula ingår i släktet Liriomyza och familjen minerarflugor.
Artens utbredningsområde är El Salvador. Inga underarter finns listade i Catalogue of Life.